# 大卫·斯特恩
大卫·乔尔·斯特恩（英語：David Joel Stern，1942年9月22日—2020年1月1日），犹太裔美国人，1978年加入NBA，1980年成为NBA副总裁，1984年接替奥布莱恩担任NBA总裁，2014年2月1日退休，担任NBA总裁共三十年，继任者是蕭華。
斯特恩于1963年毕业于罗格斯大学历史系，1966年从哥伦比亚大学法学院毕业后成为一名律师。之后他曾担任罗格斯大学校监董事会成员、哥伦比亚大学校董会主席。
2014年8月9日，篮球名人堂宣布，大卫·斯特恩正式入选奈史密斯篮球名人纪念堂。2019年12月13日美國時間下午2點左右，他在曼哈頓一家餐廳用餐時引發腦溢血，隨即送醫搶救。美国时间2020年1月1日，他因脑溢血去世，享壽77岁。

## NBA职业生涯
1966年斯特恩从哥伦比亚大学之后就在NBA委托的普士高律师事务所工作。1978年，他成为NBA总法律顾问，2年后，成为NBA执行副总裁。1984年2月1日，斯特恩成为NBA第四任总裁。非常巧合的是，1984年也是斯特恩时代NBA最优秀的四名球员加盟的年份。他们分别是哈基姆·歐拉朱萬、查尔斯·巴克利、约翰·斯托克顿和迈克尔·乔丹。
乔丹所具备的天赋、技术以及耐克公司的加盟，极大地改变了斯特恩和NBA的命运。乔丹和另外两位80年代的传奇人物拉里·伯得、魔术师约翰逊将NBA推向一个新的高潮，获得了广泛的球迷和丰厚的利润。到2005年，斯特恩管理的NBA已经拥有30支球队，成功进入了加拿大，比赛被美国全国实况转播，并仍在不断地向其他国家扩展。
1985年6月的NBA選秀，斯特恩改進了原來的選秀制度，讓沒有進入季後賽的球隊獲得高位選秀權。喬治城的中鋒帕特里克‧尤因被視為當年狀元熱門，斯特恩抽出的狀元信封裡正是尼克──他們前一季戰績聯盟倒數第三。許多目擊者稱看到斯特恩抽出的那個信封有折角，將尤因送去當時聯盟急需打開電視轉播市場的紐約，這是許多陰謀論者的論斷。
1986年，波士頓凱爾特人隊的「榜眼秀」莱恩·拜厄斯在選秀後第三天就因為吸食可卡因過量而身亡，這一慘劇也成為了NBA加大反毒品、反興奮劑力度的導火線，此後NBA大幅度加強了對毒品、興奮劑的監管，在職棒聯盟和職業橄欖球聯盟不斷爆出興奮劑事件的敏感時期，NBA並沒有被披露出大的興奮劑事件。1986年1月斯特恩頒布禁藥令，嚴懲「涉藥」球員。兩屆全明星約翰‧德魯成為首位被終身禁賽的球員。肅清藥物醜聞是斯特恩早期對NBA的最大貢獻，令聯盟得以以健康形象示人，也讓它進一步被白人球迷接受。
1989年，斯特恩首次去中國，目的是想與央視洽談轉播NBA比賽。在春寒中瑟瑟地等了一個多小時後的斯特恩耐心向央視領導解釋NBA是什麼，轉播可以不收費等等......直到央視同意轉播。此後，NBA官方每週免費寄一盤比賽集錦到北京，還自掏腰包請央視的轉播小組現場直播明星賽和總決賽。
1991年11月史騰坐在湖人球星魔術強森身邊，與他一起出席新聞發佈會，聽他聲明自己HIV檢查呈陽性。這是史騰上任後遇到的最大危機之一，但卻成為了聯盟一次完美的危機公關，魔術強森不僅沒有成為被唾棄的對象，反而成為宣傳艾滋病的形象大使。
目前NBA在美國國外拥有11處辦公點，在212个國家以42種语言報導，史騰還幫助創立了國家女子籃球協會（WNBA）以及國家籃球發展聯盟（NBDL）。
2004年11月20日，羅恩·阿泰斯特主導了奧本山宮殿鬥毆事件。他被禁賽72場比賽。這是NBA史上最重的罰單。
2005年10月，斯特恩宣佈聯盟將嚴格執行「著裝令」，規定球員出席活動只能穿商務休閒裝，很多球員曾因此抗議聯盟，但斯特恩絲毫不為所動。
2006年開始，NBA設立了選秀球員最低年齡限制，美國本土球員需要年滿19歲且高中畢業1年以上才可以參加選秀。斯特恩曾在2011年推動將該限制提高到20歲，但這項努力並沒有取得成功。
2007年7月，執法NBA 13個賽季的蒂姆‧多納吉被媒體爆出參與賭球。斯特恩堅持強調多納吉是個人行為，並協助FBI進行調查，最終將多納吉送進監獄。
2010年12月當西恩與查斯特決定賣掉新奧爾良黃蜂時，無人接手。但斯特恩想讓這支球隊留在這座城市，於是他讓NBA買下這支球隊並讓聯盟託管。這也導致了隨後斯特恩叫停保羅前往湖人交易，令保羅最終前往洛杉磯快船。貝森最終在2012年4月買下黃蜂。
2012年10月25日，斯特恩宣布自己将于2014年2月1日卸任NBA总裁，他的副手蕭華将接替这项职务。
2014年2月1日NBA官方通過推特宣佈，已執掌聯盟足足30年的總裁大衛‧斯特恩與新任總裁蕭華正式完成了交接。截至斯特恩卸任，NBA擁有30支球隊，尼克斯、湖人和公牛的價值均在10億美元以上。NBA每年的轉播權可以賣到9.3億美元。
2014年8月9日，大衛‧斯特恩正式入選名人堂。

## 任期内重大事件
- 增設禁藥令
- 美國以及加拿大以外地聯舉辦正式NBA比賽
- 允許NBA球員為國家出賽（1992年夢幻一隊，也允許非美籍球員為其他國家出賽）
- 六支NBA队伍搬家：快船、国王、灰熊、籃网、黄蜂、超音速
- 增加了7个球队：黄蜂、森林狼、热火、魔术、灰熊、猛龙、山猫
- 设立了NBA着装规定
- 設立「NBA Cares」義務服務和慈善基金[3]。
- 将总决赛奖杯命名为奥布莱恩杯
- 将总决赛最有价值球员奖改名为比尔·拉塞尔NBA总决赛最有价值球员奖。
- 四次NBA停摆：1995、1996、1998-1999、2011
- 奧本山宮殿鬥毆事件
- 辛普森案導致1994NBA總決賽中斷轉播事件

## 争议
斯特恩的三十年总裁任期内，出现了一些争议事件。
1985年NBA抽签选秀中，七个代表七个队伍的信封放在圆筒里并旋转，然后由斯特恩依次抽出信封，以决定1-7号签位的归属。录像视频显示：两个信封被重重地放进去，另外五个信封被轻轻的放在圆筒底部，圆筒被旋转了三四圈，斯特恩拿起几个叠在一起的信封，并选择了最下面的一个，结果纽约尼克斯队得到了一号签。这被许多人怀疑联盟在抽签时做手脚，有意把最好的球员尤因送到纽约以扩展电视转播市场，增强NBA影响力。具体作弊的方式，有“冰冻信封”猜测，代表尼克斯队的信封被提前在冰箱中冷冻，所以斯特恩可以用手指分辨出唯一冰冷的信封。
1997年，在邁亞密熱火對紐約尼克人的東岸季後賽，斯特恩加上「自動禁賽一場條例」，把參與打架和衝突的球員禁賽，但也影響該系列的賽果。在2007年，聖安東尼奧馬刺對鳳凰城太陽的西岸季後賽，連離座，但沒有參加打架、勸架和衝突的板凳球員也一併受罰，令雙方高層和教練團大為不滿。
2000年，森林狼因为和乔·史密斯之间的密约而被联盟罚款350万美元，并取消了3个首轮选秀权。当时密约行为在联盟比较普遍，因此有人认为联盟是在拿森林狼开刀，杀鸡儆猴，但斯特恩坚决否认。
2005－2006年，推出服裝條例，令所有球員在非練習和比賽時間，需穿上西裝。一向以嘻哈裝扮為名的艾倫·艾佛森對此大為憤怒，因該條例壓制他的發表自由。這後來也延伸到不能展示與NBA贊助無關的品牌和刺青。
2007年，斯特恩擅自收購西雅图超音速，和後來把隊伍搬到現時的俄克拉何马城雷霆，此舉令球迷、大眾和球評們不滿，認為從14大籃球市場搬到第45大是一個大倒退。2008年，更私自以NBA名義，用禁制令限制霍华德·舒尔茨把西雅圖超音速維持原狀。直到2020年，西雅圖依然沒有一支NBA球隊（WNBA西雅圖風暴不受影響）。
2011年，克里斯·保罗在2011年夏天以前就放話，要求黃蜂將自己賣掉，否則他將投入自由市場。黃蜂於是拉火箭和湖人完成三角交易:黃蜂將保羅送到湖人；火箭將得分後衛凱文·馬丁、控衛戈兰·德拉季奇、中鋒路易斯·斯科拉，以及手上擁有的2012年尼克首輪選秀權送給黃蜂；湖人將拉马尔·奥多姆送給黃蜂、歐陸長人保羅·蓋索送給火箭。
這樁重量級交易在談妥後45分鐘，遭到斯特恩以「籃球原因」否決。他的原意是想壓制「超級強隊」的組成，但反效果是壓制像當時價值連城，但與季後賽無緣的明星球員到有競爭力的球隊。
2012年11月，斯特恩向圣安东尼奥马刺課以$250,000罰款，以防止球隊在全國直播賽事中，把先發球員一同休戰。雖然是在賽季初段，但對手是東岸的迈阿密热火。波波維奇教練的反駁，是針對斯特恩罔顧球員身心健康。
2007年7月，執法NBA 13個賽季的蒂姆‧多納吉被媒體爆出參與賭球。斯特恩堅持強調多納吉是個人行為，並協助FBI進行調查，最終將多納吉送進監獄。可是：此前也早有保護球星涉賭的前例（最廣為人知的是迈克尔·乔丹，1992年），斯特恩也曾被涉嫌有參與活動。